# Dubrovačka perpera
Perpera je prvobitno bila obračunska jedinica u Dubrovačkoj Republici. Kao realan srebrni novac kovana je od 1683. do 1803. Na aversu je lik sv. Vlaha, koji u lijevoj ruci drži maketu grada i biskupski štap, a desnom blagoslivlje. Lijevo i desno od sveca su slova "S-B" (Sanctus Blasius) i godina kovanja, a naokolo natpis: "PROT(ector) REIP(ublicae) RHAGVSINE". Na reversu je prikaz Krista u mandorli od zvjezdica i natpis "SALVS TVTA". Nakon 1733. kuju se perpere znatno ljepšeg izgleda i preciznije izradbe s istim slikama i tekstom. Masa im je bila između 3,98 i 6,42 grama, a promjer 26 do 29 mm, ali samo 24 mm kod onih perpera kovanih od 1801. do 1803., koje su od lošijeg srebra i lošije izradbe. Vrijednost im je bila 12 denara (dinarića) ili 72 solda.
Poluperpera je dubrovački srebrni novac kovan 1801. promjera 20 mm. Na aversu je sv. Vlaho s natpisom "PROT REP RHACUSIM 1801", a na reversu lovorov vijenac u kojem je natpis u dva reda "GROŠ SETTI" ispod kojeg je broj "VI". 
Vrijednost joj je bila 1/2 perpere, odnosno 6 dinarića.

## Vanjske poveznice
- Perpera - dubrovački novac s likom svetog Vlaha  Arhivirana inačica izvorne stranice od 23. ožujka 2014. (Wayback Machine)
- Perpere među numizmatičkim blagom Dubrovnika
- Originalna perpera na prodaju, s prikazanima glavom i pismom